# Xã Hopewell, Quận Huntingdon, Pennsylvania
Xã Hopewell (tiếng Anh: Hopewell Township) là một xã thuộc quận Huntingdon, tiểu bang Pennsylvania, Hoa Kỳ. Năm 2010, dân số của xã này là 586 người.